# Luigi Fransoni
Luigi Giovanni Battista Maria Alessandro Fransoni (né à Gênes le 29 mars 1789, mort à Lyon le 26 mars 1862) est un archevêque catholique italien. Il fut un ardent défenseur des prérogatives de l'Église contre l'anticléricalisme des lois Siccardi et il fut poursuivi par le gouvernement de Savoie.

## Biographie
Luigi Fransoni est le dernier fils d'une puissante famille génoise. Ses parents, le marquis Domenico Fransoni (1742-1820), gouverneur de Chiavari, sénateur de la république de Gênes et astronome, et la marquise Battina Carrega (morte en 1831), étaient très pratiquants. Les Fransoni ont parmi les membres de leur famille quelques hommes importants de l'Église et des gouvernements de la capitale ligure, comme Matteo Fransoni élu en 1758, doge de Gênes et le cardinal Giacomo Filippo Fransoni, frère ainé de Luigi. Son parrain est le dernier doge de Gênes, Giacomo Maria Brignole.
L'occupation française de Gênes en juin 1797 contraint les Fransoni à fuir dans les villes de Florence, puis Ancône et enfin Rome. Avec la proclamation de la République romaine, ils sont de nouveau obligé de fuir avant de revenir définitivement à Rome après le 25 septembre 1799, lorsque le gouvernement pontifical est restauré par les Russes, les britanniques et les Autrichiens.
Luigi est ordonné prêtre le 11 décembre 1814 puis il est consacré évêque de Fossano, le 13 août 1821.
Il est nommé administrateur apostolique de Turin en août 1831 et il est créé archevêque de la ville de Turin le 24 février 1832 .
Il est le chef des évêques « intransigeants » piémontais. En 1850, après la promulgation des lois Siccardi dans le royaume de Sardaigne, il se montre fermement opposé à ces lois et invite le clergé à la désobéissance et à refuser d'administrer les sacrements au ministre Pietro De Rossi di Santarosa qui est sur le point de mourir et qui a eu la responsabilité des lois anticléricales. L'archevêque est emprisonné dans la forteresse de Fenestrelle, puis envoyé, la même année, en exil à Lyon.
Fidèle à ses principes, il refuse de céder sa place malgré les pressions qui proviennent même de Pie IX, qui aurait préféré nommer un nouvel archevêque en ces temps difficiles pour l'Église.
Il meurt à Lyon le 26 mars 1862. Il a sa dalle à la cathédrale Saint Jean à Lyon, sous le nom Aloysius Fransoni, dans la chapelle de droite réservée à la prière, sa dalle est juste devant le petit autel (Aloysius est un vieux nom pour Louis, donc Luigi en italien).

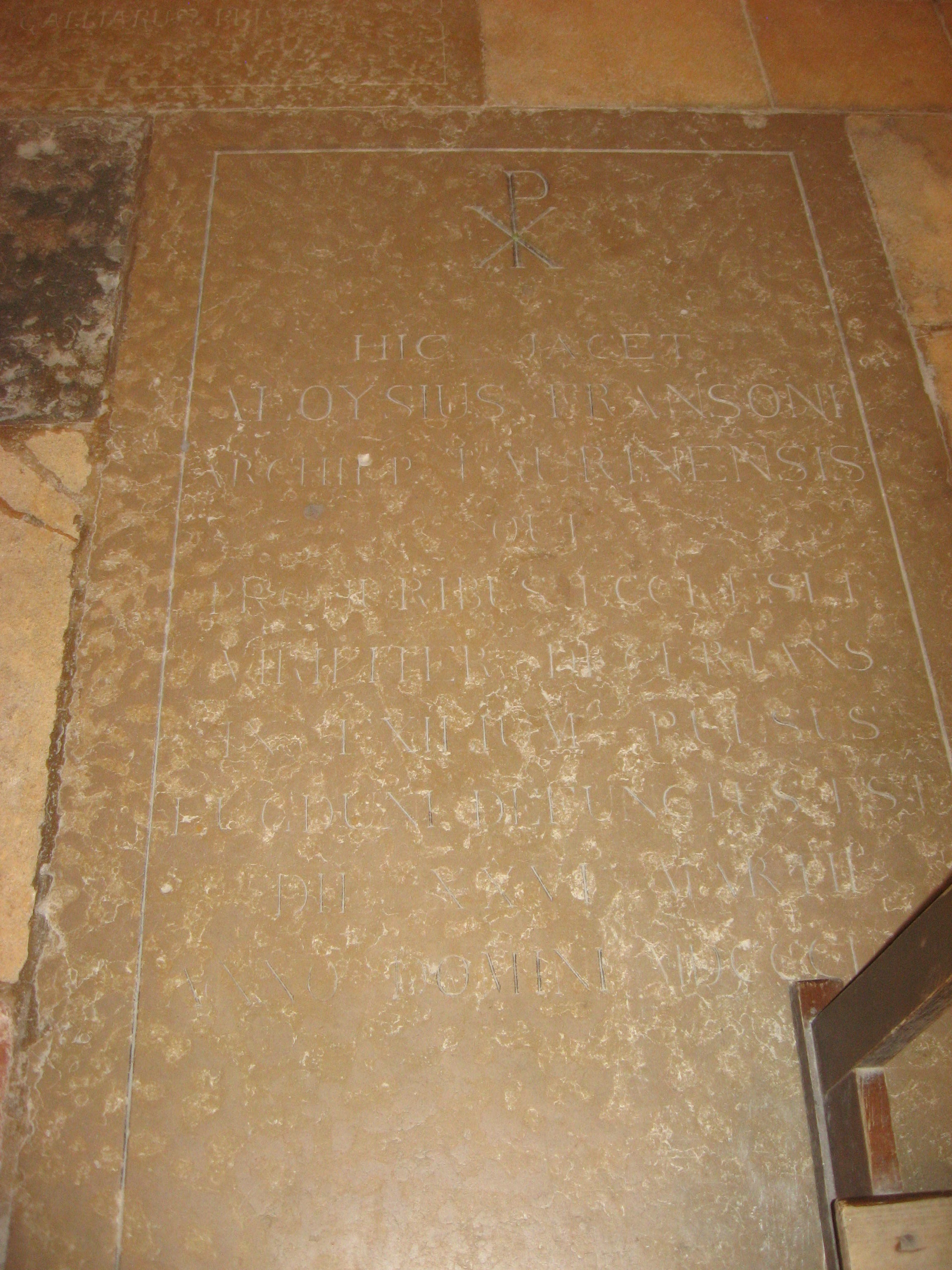
Dalle de Luigi Fransoni (Aloysius Fransoni de gravé) à la cathédrale Saint Jean à Lyon.

## Distinctions
- Chevalier de grand-croix décoré du grand cordon de l'ordre des Saints-Maurice-et-Lazare
- Chevalier de l'ordre suprême de la Très Sainte Annonciade

## Succession apostolique
Luigi Fransoni a ordonné les évêques suivants :
- Évêque Pietro Antonio Cirio (1832)
- Évêque Giovanni Giuseppe Antonio Cavalleri, O.F.M.Cap. (1832)
- Archevêque Giovanni Antonio Gianotti (1833)
- Évêque Costanzo Michele Fea (1836)